# Doris De Agostini
Doris De Agostini (Airolo, 28 aprile 1958 – 22 novembre 2020) è stata una sciatrice alpina svizzera specialista della discesa libera, prima sciatrice ticinese a imporsi ai vertici della disciplina.
Nel suo palmarès figurano otto vittorie in Coppa del Mondo, la Coppa del Mondo di discesa libera nel 1983 e la medaglia di bronzo vinta ai Mondiali di Garmisch-Partenkirchen 1978.

## Biografia
Discesista pura, la De Agostini colse il primo risultato internazionale di rilievo vincendo, il 21 gennaio 1976, la gara di Coppa del Mondo disputata a Bad Gastein. Nella stessa stagione prese parte ai suoi primi Giochi olimpici invernali, Innsbruck 1976, piazzandosi al 18º posto, mentre in quella successiva si classificò 3ª nella classifica di specialità della Coppa Europa 1977. Ai Mondiali di Garmisch-Partenkirchen 1978 conquistò la medaglia di bronzo nella gara vinta da Annemarie Moser-Pröll davanti a Irene Epple; due anni dopo ai XIII Giochi olimpici invernali di Lake Placid 1980, sua ultima presenza olimpica, fu 17ª.
In Coppa del Mondo, dopo essere fino ad allora salita soltanto sporadicamente sul podio, si impose ai vertici nella sua specialità a partire dalla stagione 1980-1981, quando ottenne sette podi con due vittorie e chiuse al 2º posto nella classifica della Coppa del Mondo di discesa libera, staccata di 10 punti dalla vincitrice Marie-Theres Nadig; identico piazzamento ottenne anche l'anno dopo, ma con un distacco ancora inferiore: soltanto 3 punti infatti la separarono da Marie-Cécile Gros-Gaudenier, che si aggiudicò la coppa di cristallo di specialità; i podi della De Agostini quell'anno furono tre, con due vittorie. Sempre nel 1982 ai Mondiali di Schladming, sua ultima presenza iridata, fu 7ª.
Nel corso della sua ultima stagione agonistica, 1982-1983, riuscì infine a vincere la Coppa del Mondo di specialità con 106 punti, 9 in più di Maria Walliser, anche grazie a quattro podi con tre vittorie (l'ultima, il 29 gennaio a Les Diablerets, fu anche il suo ultimo podio nel circuito); fu inoltre 10ª nella classifica generale. Si ritirò al termine di quella stessa stagione; il suo ultimo piazzamento in carriera fu il 5º posto ottenuto nella discesa libera di Coppa del Mondo disputata a Mont-Tremblant il 5 marzo. Morì il 22 novembre 2020 dopo breve malattia.

## Palmarès

### Mondiali
- 1 medaglia:
  - 1 bronzo (discesa libera a Garmisch-Partenkirchen 1978)

### Coppa del Mondo
- Miglior piazzamento in classifica generale: 10ª nel 1983
- Vincitrice della Coppa del Mondo di discesa libera nel 1983
- 19 podi (tutti in discesa libera):
  - 8 vittorie
  - 7 secondi posti
  - 4 terzi posti

#### Coppa del Mondo - vittorie
| Data             | Località       | Paese    | Specialità |
| ---------------- | -------------- | -------- | ---------- |
| 21 gennaio 1976  | Bad Gastein    | Austria  | DH         |
| 12 gennaio 1981  | Schruns        | Austria  | DH         |
| 28 gennaio 1981  | Megève         | Francia  | DH         |
| 19 dicembre 1981 | Saalbach       | Austria  | DH         |
| 14 febbraio 1982 | Arosa          | Svizzera | DH         |
| 7 dicembre 1982  | Val-d'Isère    | Francia  | DH         |
| 14 gennaio 1983  | Schruns        | Austria  | DH         |
| 29 gennaio 1983  | Les Diablerets | Svizzera | DH         |

Legenda:

DH = discesa libera

### Campionati svizzeri
- 2 medaglie (dati parziali, dalla stagione 1981-1982):
  - 2 ori (discesa libera[senza fonte] nel 1982; discesa libera[senza fonte] nel 1983)

## Riconoscimenti
Molto popolare tra i suoi compatrioti, nel 1983 fu insignita del titolo di "Sportiva svizzera dell'anno".